# Federation of European Producers of Abrasives
Die Federation of European Producers of Abrasives (FEPA) ist der 1955 gegründete Verband der europäischen Hersteller von Schleifmitteln. In ihm sind unter anderem 7 nationale Verbände (darunter der Verband deutscher Schleifmittelwerke) und 220 Hersteller von Schleifmitteln Mitglied. Sein Sitz ist Courbevoie, nordwestlich von Paris. Sie gibt unter anderem ihre eigenen Normen heraus.
Die FEPA F ist die europäische Norm für die Korngröße von Schleifmittelkörpern; die FEPA P ist die Norm für die Korngröße auf flexiblen Schleifmitteln wie zum Beispiel Schleifpapieren. Die Methoden der Bestimmung werden über die ISO 6344 abgedeckt. Ihnen steht insbesondere die Norm JIS R6001 der Japanese Standards Association gegenüber. Es handelt sich jeweils um nominelle Größen. Die absolute Größe der Schleifkörner wird in Mikrometer (veraltet: Mikron) gemessen. 